# Moormerland
Moormerland är en kommun i distriktet Leer i det historiska landskapet Ostfriesland i nordvästtyska Niedersachsen. Kommunens huvudort är Warsingsfehn. Kommunen har cirka 
24 000 invånare{ och är därmed den näst största kommunen i distriktet Leer.

## Historia

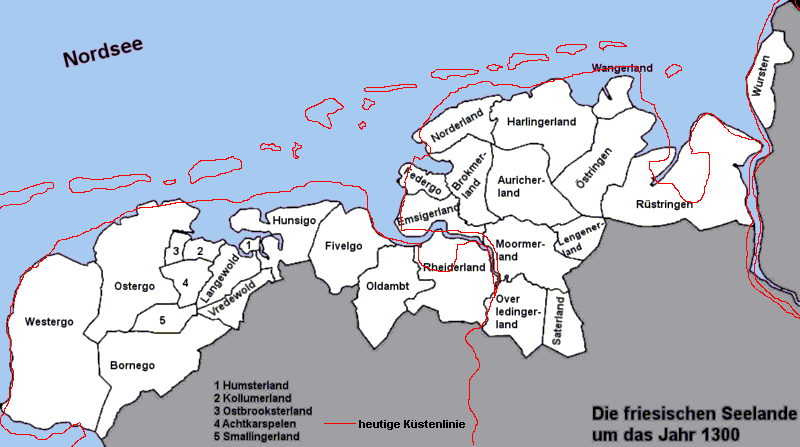
Moormerland var ett av de frisiska landskapen vid tiden för den frisiska friheten runt år 1300

Moormerland var vid tiden för den frisiska friheten och därefter under hövdingatiden tillsammans med Overledingerland, Lengenerland och Rheiderland ett av de fyra historiska frisiska landskapen i det område som i dag motsvarar distriktet Leer. Landskapet gränsade även till landskapen Emsigerland, Brookmerland, Auricherland och Saterland. Det historiska Moormerland var betydligt större än den nuvarande kommunen, bland annat ingick den nuvarande staden Leer samt kommunerna Jümme och Hesel. En av Moormerlands hövdingar var Focko Ukena som tidvis behärskade hela Ostfriesland.
En av kommunens äldsta byar är Oldersum som grundades runt år 800 vid floden Ems i det strategiskt viktiga området mellan Aurich, Leer och Emden. Oldersum ligger inom det bördiga marsklandet. En annan ort i närheten är Rorichum som är känd sedan 1000-talet. Vid Neermoor fanns två borgar som tillhörde de ostfriesiska hövdingarna Focko Ukena och Uko Focken. Orten Tergast är byggd på ett geest-område i det annars platta marsklandet vid Ems.
I Moormerland finns flera så kallade fehnbyar som har grundats i samband med torvbrytning på de ostfrisiska myrområdena. Exempelvis orten Jheringsfehn grundades år 1772 i samband med att området började bli föremål för torvbrytning. Torven såldes som bränsle och de ytor där torven togs bort blev jordbruksmark. Liksom andra byar som har anlagts genom fehnkolonisering har fehnbyarna i Moormerland ett flertal långa kanaler, som tidigare användes för att dels avvattna området, dels frakta torven.
Den nuvarande kommunen bildades år 1973 genom att ett antal kommuner slogs samman till en storkommun. Den nya kommunen fick sitt namn från det medeltida frisiska landskapet.

## Orter i Moormerlands kommun
- Boekzetelerfehn
- Gandersum
- Hatshausen/Ayenwolde
- Jheringsfehn
- Neermoor
- Oldersum
- Rorichum
- Terborg
- Tergast
- Veenhusen
- Warsingsfehn (kommunens huvudort)

## Näringsliv
Moormerlands näringsliv präglas av jordbruk och turism. Genom kommunen går bland annat motorvägen A31 mot Emden.